# Suore della Provvidenza di San Gaetano da Thiene
Le Suore della Provvidenza di San Gaetano da Thiene sono un istituto religioso femminile di diritto pontificio: i membri di questa congregazione pospongono al loro nome la sigla S.d.P.

## Storia

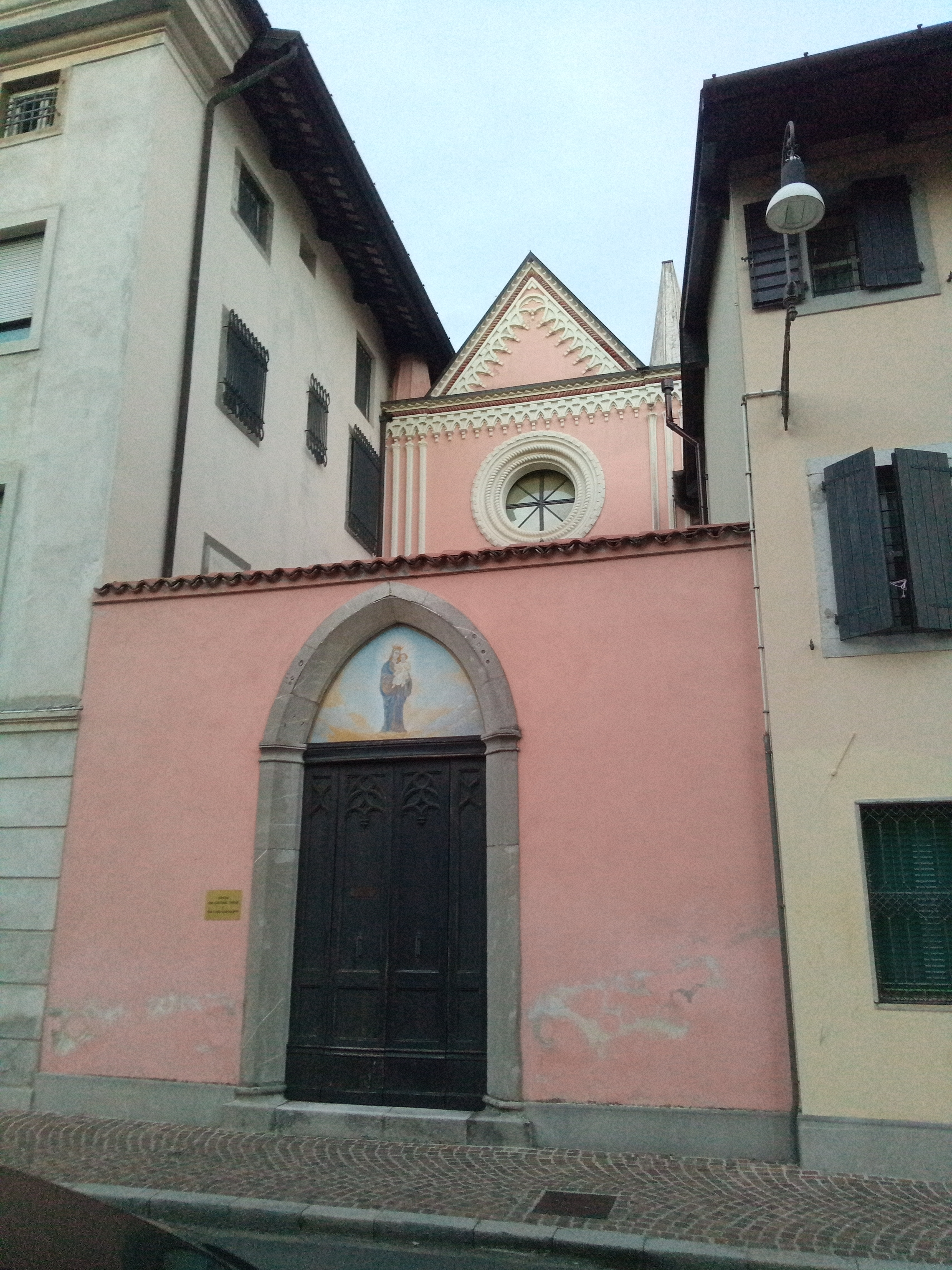
La chiesa di San Gaetano, cappella del convento di Udine

Nel 1817 il sacerdote oratoriano Carlo Filaferro (1786-1854) aprì a Udine la "Casa delle derelitte", per accogliere, assistere e istruire le ragazze abbandonate: per organizzare l'opera, nel 1827 Filaferro ricorse all'aiuto del suo fratellastro Luigi Scrosoppi (1804-1884), anch'egli sacerdote, il quale affidò la direzione della Casa a una comunità di nove "maestre" che divenne il nucleo originario del nascente istituto.
Scrosoppi estese l'attività della Casa delle derelitte alle opere per la gioventù, all'assistenza alle giovani disoccupate, all'educazione delle sordomute. Il 25 dicembre 1845, considerata per convenzione la data di fondazione della congregazione, venne celebrata la cerimonia privata delle promesse di consacrazione a Dio delle prime suore dell'istituto, che il fondatore volle intitolato a san Gaetano di Thiene, il santo della Provvidenza.
La congregazione ricevette il pontificio decreto di lode il 7 febbraio 1862 e venne nuovamente approvata dalla Santa Sede il 30 settembre 1871: le sue costituzioni sono state approvate definitivamente il 23 settembre 1891.
Papa Giovanni Paolo II ha canonizzato il fondatore il 10 giugno 2001.

## Attività e diffusione
Le Suore della Provvidenza si dedicano all'assistenza all'infanzia, all'educazione della gioventù, alla cura degli infermi e degli anziani e collaborano alla pastorale parrocchiale.
Sono presenti in Africa (Costa d'Avorio, Togo, Benin, Sudafrica), in America Latina (Argentina, Bolivia, Brasile, Uruguay), in Asia (Birmania, India, Thailandia) e in Europa (Italia, Moldavia, Romania): la sede generalizia è a Roma.
Al 31 dicembre 2005 l'istituto contava 739 religiose in 87 case.